# Plužine

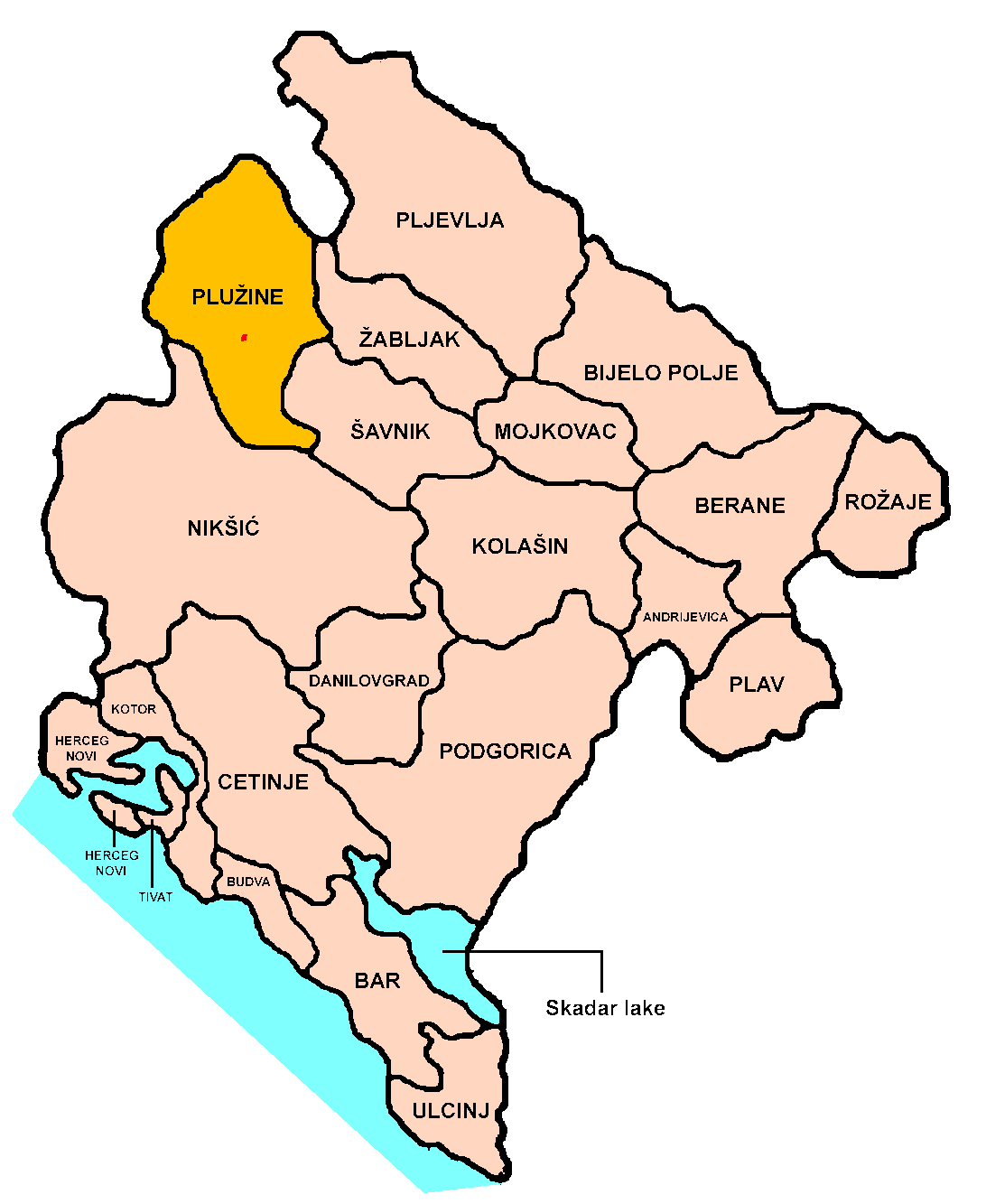
Posizione di Plužine e della sua municipalità

Plužine (in montenegrino cirillico: Плужине, traslitt. Plužine) è una città del Montenegro, capoluogo dell'omonimo comune. Il 35% della popolazione è concentrato nel piccolo capoluogo (1.494 ab.), mentre nessun'altra località supera il migliaio di abitanti.

## Geografia fisica
La città si trova nella parte nord-occidentale del paese.

## Società

### Evoluzione demografica
Gruppi etnici (dati del 1991):
- Montenegrini (91,61%)
- Serbi (6,63%)

Gruppi etnici (dati del 2003):
- Serbi (60,57%)
- Montenegrini (32,60%)

## Politica
Nel referendum sull'indipendenza del paese del 2006, su un totale di 3.329 aventi diritto, hanno votato in 2.959 (88,89%). Il 75,7% ha votato per mantenere l'unione con la Serbia mentre il 24,3% ha votato per l'indipendenza del Montenegro.